# Habrosynilema
Habrosynilema is een geslacht van vlinders uit de familie van de spinneruilen (Erebidae). De wetenschappelijke naam van dit geslacht is voor het eerst voorgesteld door Martin Krüger in een publicatie uit 2015. De soorten in dit geslacht komen in het Afrotropisch gebied voor.

## Soorten
- Habrosynilema caloxantha (Hering, 1932)
- Habrosynilema eurygrapha (Hampson, 1910)
- Habrosynilema extranea (Debauche, 1938)
- Habrosynilema mirabilis (Bartel, 1903)
- Habrosynilema pectinata (Hampson, 1910)